# Пуч-реч
Пуч-реч (кат. Puig-reig, вимова літературною каталанською [puʧ 'reʧ]) - муніципалітет, розташований в Автономній області Каталонія, в Іспанії. Код муніципалітету за номенклатурою Інституту статистики Каталонії - 81751. Знаходиться у районі (кумарці) Барґаза (коди району - 14 та BD) провінції Барселона, згідно з новою адміністративною реформою перебуватиме у складі Баґарії (округи) Центральна Каталонія. 

## Назва муніципалітету
Назва муніципалітету походить від лат. pŏdĭu regis - "королівська гора".

## Населення
Населення міста (у 2007 р.) становить 4.238 осіб (з них менше 14 років - 11,1%, від 15 до 64 - 63,2%, понад 65 років - 25,7%). У 2006 р. народжуваність склала 44 особи, смертність - 94 особи, зареєстровано 19 шлюбів. У 2001 р. активне населення становило 1.843 особи, з них безробітних - 107 осіб.

Серед осіб, які проживали на території міста у 2001 р., 3.407 народилися в Каталонії (з них 2.686 осіб у тому самому районі, або кумарці), 719 осіб приїхало з інших областей Іспанії, а 62 особи приїхали з-за кордону. 

Вищу освіту має 8,1% усього населення. 

У 2001 р. нараховувалося 1.524 домогосподарства (з них 20,9% складалися з однієї особи, 29,5% з двох осіб,20,9% з 3 осіб, 20% з 4 осіб, 6,4% з 5 осіб, 1,4% з 6 осіб, 0,7% з 7 осіб, 0,2% з 8 осіб і 0% з 9 і більше осіб).

Активне населення міста у 2001 р. працювало у таких сферах діяльності : у сільському господарстві - 3,6%, у промисловості - 32,6%, на будівництві - 17,2% і у сфері обслуговування - 46,5%. 

 У муніципалітеті або у власному районі (кумарці) працює 1.558 осіб, поза районом - 757 осіб.

### Безробіття
У 2007 р. нараховувалося 144 безробітних (у 2006 р. - 143 безробітних), з них чоловіки становили 28,5%, а жінки - 71,5%.

## Економіка

### Підприємства міста

#### Промислові підприємства
| \| Промислові підприємства міста, за сферою діяльності \| Промислові підприємства міста, за сферою діяльності \| Промислові підприємства міста, за сферою діяльності \| \| Рік \| 2002 р. \| 2001 р. \| \| --------------------------------------------------- \| --------------------------------------------------- \| --------------------------------------------------- \| \| Енергетичні та водні ресурси \| 10,5% \| 11% \| \| Хімія та метали \| 3,9% \| 4,1% \| \| Переробка металів \| 28,9% \| 28,8% \| \| Продукти харчування \| 9,2% \| 8,2% \| \| Текстиль \| 28,9% \| 28,8% \| \| Виробництво меблів, видання \| 13,2% \| 13,7% \| \| Інше \| 5,3% \| 5,5% \| \| Усього підприємств \| 76 \| 73 \| |         |         |
| Промислові підприємства міста, за сферою діяльності |         |         |
| Рік | 2002 р. | 2001 р. |
| Енергетичні та водні ресурси | 10,5%   | 11%     |
| Хімія та метали | 3,9%    | 4,1%    |
| Переробка металів | 28,9%   | 28,8%   |
| Продукти харчування | 9,2%    | 8,2%    |
| Текстиль | 28,9%   | 28,8%   |
| Виробництво меблів, видання | 13,2%   | 13,7%   |
| Інше | 5,3%    | 5,5%    |
| Усього підприємств | 76      | 73      |

#### Роздрібна торгівля
| \| Підприємства роздрібної торгівлі міста, за сферою діяльності \| Підприємства роздрібної торгівлі міста, за сферою діяльності \| Підприємства роздрібної торгівлі міста, за сферою діяльності \| \| Рік \| 2002 р. \| 2001 р. \| \| ------------------------------------------------------------ \| ------------------------------------------------------------ \| ------------------------------------------------------------ \| \| Продукти харчування \| 37,3% \| 35,9% \| \| Одяг та взуття \| 16,9% \| 17,9% \| \| Товари для дому \| 13,3% \| 14,1% \| \| Книги та періодичні видання \| 2,4% \| 2,6% \| \| Промислова хімічна продукція \| 9,6% \| 10,3% \| \| Продукція, пов'язана з транспортними засобами \| 3,6% \| 2,6% \| \| Інше \| 16,9% \| 16,7% \| \| Усього підприємств \| 83 \| 78 \| |         |         |
| Підприємства роздрібної торгівлі міста, за сферою діяльності |         |         |
| Рік | 2002 р. | 2001 р. |
| Продукти харчування | 37,3%   | 35,9%   |
| Одяг та взуття | 16,9%   | 17,9%   |
| Товари для дому | 13,3%   | 14,1%   |
| Книги та періодичні видання | 2,4%    | 2,6%    |
| Промислова хімічна продукція | 9,6%    | 10,3%   |
| Продукція, пов'язана з транспортними засобами | 3,6%    | 2,6%    |
| Інше | 16,9%   | 16,7%   |
| Усього підприємств | 83      | 78      |

#### Сфера послуг
| \| Підприємства міста, що працюють у сфері послуг, за діяльністю \| Підприємства міста, що працюють у сфері послуг, за діяльністю \| Підприємства міста, що працюють у сфері послуг, за діяльністю \| \| Рік \| 2002 р. \| 2001 р. \| \| ------------------------------------------------------------- \| ------------------------------------------------------------- \| ------------------------------------------------------------- \| \| Гуртова торгівля \| 16,2% \| 16,8% \| \| Готелі та готельний бізнес \| 16,2% \| 16,8% \| \| Транспорт та зв'язок \| 13,2% \| 13,9% \| \| Посередницькі фінансові послуги \| 5,1% \| 5,1% \| \| Послуги підприємствам \| 5,9% \| 5,8% \| \| Послуги фізичним особам \| 36% \| 36,5% \| \| Нерухомість та ін. \| 7,4% \| 5,1% \| \| Усього підприємств \| 136 \| 137 \| |         |         |
| Підприємства міста, що працюють у сфері послуг, за діяльністю |         |         |
| Рік | 2002 р. | 2001 р. |
| Гуртова торгівля | 16,2%   | 16,8%   |
| Готелі та готельний бізнес | 16,2%   | 16,8%   |
| Транспорт та зв'язок | 13,2%   | 13,9%   |
| Посередницькі фінансові послуги | 5,1%    | 5,1%    |
| Послуги підприємствам | 5,9%    | 5,8%    |
| Послуги фізичним особам | 36%     | 36,5%   |
| Нерухомість та ін. | 7,4%    | 5,1%    |
| Усього підприємств | 136     | 137     |

## Житловий фонд
У 2001 р. 3,3% усіх родин (домогосподарств) мали житло метражем до 59 м2, 37,3% - від 60 до 89 м2, 45,2% - від 90 до 119 м2 і
14,1% - понад 120 м2.

З усіх будівель у 2001 р. 30% було одноповерховими, 44,1% - двоповерховими, 16
% - триповерховими, 6,4% - чотириповерховими, 3,4% - п'ятиповерховими, 0,1% - шестиповерховими,
0% - семиповерховими, 0% - з вісьмома та більше поверхами.

## Автопарк
| \| Автомобілі, зареєстровані у місті, за призначенням \| Автомобілі, зареєстровані у місті, за призначенням \| Автомобілі, зареєстровані у місті, за призначенням \| \| Рік \| 2006 р. \| 2005 р. \| \| -------------------------------------------------- \| -------------------------------------------------- \| -------------------------------------------------- \| \| Приватні автомобілі \| 65,1% \| 66% \| \| Мотоцикли \| 7,3% \| 6,4% \| \| Вантажівки \| 20,8% \| 21,1% \| \| Трактори \| 1,2% \| 1,2% \| \| Автобуси та ін. \| 5,6% \| 5,3% \| \| Усього автомобілів \| 3.372 шт. \| 3.301 шт. \| |           |           |
| Автомобілі, зареєстровані у місті, за призначенням |           |           |
| Рік | 2006 р.   | 2005 р.   |
| Приватні автомобілі | 65,1%     | 66%       |
| Мотоцикли | 7,3%      | 6,4%      |
| Вантажівки | 20,8%     | 21,1%     |
| Трактори | 1,2%      | 1,2%      |
| Автобуси та ін. | 5,6%      | 5,3%      |
| Усього автомобілів | 3.372 шт. | 3.301 шт. |

## Вживання каталанської мови
У 2001 р. каталанську мову у місті розуміли 99,2% усього населення (у 1996 р. - 98,3%), вміли говорити нею 89,8% (у 1996 р. - 
91,7%), вміли читати 87,3% (у 1996 р. - 85,9%), вміли писати 64,4
% (у 1996 р. - 66,1%). Не розуміли каталанської мови 0,8%.

## Політичні уподобання
У виборах до Парламенту Каталонії у 2006 р. взяло участь 2.272 особи (у 2003 р. - 2.610 осіб). Голоси за політичні сили розподілилися таким чином:
| \| Вибори до Парламенту Каталонії \| Вибори до Парламенту Каталонії \| Вибори до Парламенту Каталонії \| \| Рік \| 2006 р. \| 2003 р. \| \| -------------------------------------- \| ------------------------------ \| ------------------------------ \| \| Конвергенція та Єднання (CiU) \| 45,2% \| 45,9% \| \| Соціалістична партія Каталонії (PSC) \| 18,6% \| 19,8% \| \| Народна партія (PP) \| 5,4% \| 7,1% \| \| Ініціатива за зелену Каталонію (IC) \| 6,4% \| 3,1% \| \| Республіканська лівиця Каталонії (ERC) \| 22,6% \| 23,5% \| \| Громадянська партія (C's) \| 0,4% \| 0% \| \| Інші \| 1,3% \| 0,6% \| |         |         |
| Вибори до Парламенту Каталонії |         |         |
| Рік | 2006 р. | 2003 р. |
| Конвергенція та Єднання (CiU) | 45,2%   | 45,9%   |
| Соціалістична партія Каталонії (PSC) | 18,6%   | 19,8%   |
| Народна партія (PP) | 5,4%    | 7,1%    |
| Ініціатива за зелену Каталонію (IC) | 6,4%    | 3,1%    |
| Республіканська лівиця Каталонії (ERC) | 22,6%   | 23,5%   |
| Громадянська партія (C's) | 0,4%    | 0%      |
| Інші | 1,3%    | 0,6%    |

У муніципальних виборах у 2007 р. взяло участь 2.211 осіб (у 2003 р. - 2.653 особи). Голоси за політичні сили розподілилися таким чином:
| \| Муніципальні вибори \| Муніципальні вибори \| Муніципальні вибори \| \| Рік \| 2007 р. \| 2003 р. \| \| -------------------------------------- \| ------------------- \| ------------------- \| \| Конвергенція та Єднання (CiU) \| 30,6% \| 32,4% \| \| Соціалістична партія Каталонії (PSC) \| 7,7% \| 17% \| \| Народна партія (PP) \| 6,3% \| 15,8% \| \| Ініціатива за зелену Каталонію (IC) \| 40,3% \| 0% \| \| Республіканська лівиця Каталонії (ERC) \| 15% \| 34,8% \| \| Громадянська партія (C's) \| 0% \| 0% \| \| Інші \| 0% \| 0% \| |         |         |
| Муніципальні вибори |         |         |
| Рік | 2007 р. | 2003 р. |
| Конвергенція та Єднання (CiU) | 30,6%   | 32,4%   |
| Соціалістична партія Каталонії (PSC) | 7,7%    | 17%     |
| Народна партія (PP) | 6,3%    | 15,8%   |
| Ініціатива за зелену Каталонію (IC) | 40,3%   | 0%      |
| Республіканська лівиця Каталонії (ERC) | 15%     | 34,8%   |
| Громадянська партія (C's) | 0%      | 0%      |
| Інші | 0%      | 0%      |